# 大山村 (愛媛県)
大山村（おおやまむら）は1954年（昭和29年）まで愛媛県越智郡にあった村である。1954年（昭和29年）に津倉村、亀山村、渦浦村との4箇村の合併で吉海町に、一部は宮窪町に境界変更し、自治体としてはその歴史を閉じた。吉海町は2005年（平成17年）1月に今治市と越智郡11箇町村の合併で今治市となり、現在に至る。

## 地理
現在の今治市の島しょ部にある大島の北西部。西に突き出した上（北）の方。北は宮窪瀬戸を挟んで伯方島及び大三島に対する。西は来島海峡西口に、東に山地を境に宮窪町と接する。南は仁江川を境に津倉村と接する。津倉村との境をなしていた仁江川は河口に沖積地を形成し、古くから開発が行われていた模様で、遺跡や古寺跡も発見されているが、寛延元年に河口付近に向堀塩田が造成され（津倉村分の旧・本庄村の帰属とされ、飛び地となった）、寛政5年には津倉分の幸新田に流れていたものを北に付け替えたものである（現在の河道）。
村名の由来
村の中央にあった山による。
川
相田川
山
念仏山

## 社会

### 地域・集落
5つの地域（集落）からなる。南から時計回りに、福田（ふくだ）、泊（とまり）、田浦（たのうら）、早川（はやかわ）、余所国（よそくに）。
これらは合併前の旧5か村であり、大山村成立後も大字として継承した。合併し吉海町又は宮窪町になっても継承された。
なお、現在、今治市になってからの地名表記は「吉海町」又は「宮窪町」に旧の大字を続ける。大字は省く。（例）今治市吉海町田浦

### 行政
歴代村長
役場
大字泊におかれた。

### 人口
- 明治37年　698戸、3825人
- 大正10年　663戸、4054人

## 歴史
下記以外の歴史については大島及び吉海町の記事を参照のこと。
藩政期には今治藩領。

### 村の沿革
- 1889年（明治22年） 12月15日 - 町村制施行により、田浦、泊、福田、余所国、早川の5箇村が合併して、越智郡大山村発足。役場を大字泊におく。

隣村の津倉村に属する旧・本庄村の県への請願により旧・福田村内の向堀塩田は飛び地として津倉村本庄に帰属することとなった。また、旧・泊村の鳴滝山官林の下草刈りについても本庄村の求めに応じて明治24年に限り入山料を徴したうえ入山を認めている。
- 1954年（昭和29年）3月31日 - 大字福田・泊・田浦は渦浦村ほかと合併し吉海町に、大字早川・余所国は宮窪町に境界変更され[3]、大山村は自治体としての歴史を閉じる。

```
大山村の系譜
（町村制実施以前の村）　（明治期）　　　　　　　　　（昭和の合併）　（平成の合併）
　　　　　　　　　　　　町村制施行時
本庄　━━━━┓
八幡　━━━━┫
幸新田━━━━╋━━━津倉村━━━━━━━━━━━┓
仁江　━━━━┛　　　　　　　　　　　　　　　　　┃昭和29年3月31日
臥間　━━━━┓　　　　　　　　　　　　　　　　　┃合併・町制施行
南浦　━━━━┫　　　　　　　　　　　　　　　　　┣━吉海町━━┳━━━┓
名　　━━━━╋━━━亀山村━┳━━━━━━━━━┫　　　　　　┃　　　┃
正味　━━━━┫　　　　　　　┃あ　　　　　　　　┃　　　　　　う　　　┃
椋名　━━━━┫　　　　　　　┗渦浦村━━━━━━┫　　　　　　　　　　┃
津島　━━━━┛　　　　　　　　　　　　　　　　　┃　　　　　　　　　　┃
福田　━━━━┓　　　　　　　　　　　　　　　　　┃　　　　　　　　　　┃
泊　　━━━━┫　　　　　　　　　　　　　　　　　┃　　　　　　　　　　┃
田浦　━━━━┫　　　　　　　　　　　　　　　　　┃　　　　　　　　　　┃
早川　━━━━╋━━━大山村━━━━━━━━━━━┫　　　　　　　　　　┃
余所国━━━━┛　　　　　　　　　　　　　　　　い┃　　　　　　　　　　┃
宮浦　━━━━┓　　　　　　　　　　　　　　　　　┃　　　　　　　　　　┃
　　　　　　　┣━━━宮窪村━━━━━宮窪町━━━┻━━━━━━━━━━┫
友浦　━━━━┛　　　　　　　　　　　　　　　　　　　　　　　　　　　　┃
　　　　　　　　　　　　　　　　　　　　　　　　　　　　　　　　　　　　┃
　　　　　　　　　　　　　　　　　　　　　　　　　　　　　　　　　　　　┃平成17年1月16日
　　　　　　　　　　　　　　　　　　　　　　　　　　　　　　　　　　　　┃新設合併、新・今治市発足
　　　　　　　　　　　　　　　　　　　　　　　　　　　　　今治市━━━━╋━━今治市
　　　　　　　　　　　　　　　　　　　　　　　　　　　　　朝倉村━━━━┫
　　　　　　　　　　　　　　　　　　　　　　　　　　　　　玉川町━━━━┫
　　　　　　　　　　　　　　　　　　　　　　　　　　　　　波方町━━━━┫
　　　　　　　　　　　　　　　　　　　　　　　　　　　　　大西町━━━━┫
　　　　　　　　　　　　　　　　　　　　　　　　　　　　　菊間町━━━━┫
　　　　　　　　　　　　　　　　　　　　　　　　　　　　　伯方町━━━━┫
　　　　　　　　　　　　　　　　　　　　　　　　　　　　　上浦町━━━━┫
　　　　　　　　　　　　　　　　　　　　　　　　　　　　　大三島町━━━┫
　　　　　　　　　　　　　　　　　　　　　　　　　　　　　関前村━━━━┛
あ - 明治32年　分立
い - 昭和29年3月31日 大山村のうち早川・余所国の区域を宮窪町へ境界変更
う - 昭和30年8月1日 大字椋名のうち馬島が今治市へ編入
（注記）今治市以下の合併以前の系譜はそれぞれの市町村の記事を参照のこと。

```

## 産業
いも、豆類などを産した。余所国では石材（大島石）を産した。石材の搬出に付随して海運業も発達した。

## 交通
鉄道は通っていない。
早くから今治港との動力舟の航路が開けていた。
- 早川港
- 泊港
- 田浦港（田之浦港）